# EPSホールディングス
EPSホールディングス株式会社（イーピーエスホールディングス、英: EPS Holdings, Inc.）は、東京都新宿区に本社を置く持株会社。
なお、「EPSホールディングス」を称する現法人は二代目であり、初代法人のMBOを目的として厳浩（初代、二代目ともに会長職）により設立された。2021年7月9日のMBO成立後、同年12月1日付で二代目法人が初代法人を合併し、現在の商号に変更した。

## 概要
1991年5月に創業。CRO（医薬品開発業務受託機関）の国内最大手で、SMO（治験施設支援機関）、CSO（営業・マーケティング受託機関）、CPO（Clinical Process Outsourcing）などのアウトソーシング事業を手がける。2016年1月には同業の綜合臨床ホールディングス（後のEP綜合、現：EPLink）との経営統合を実施した。
社名のEPSとは組織理念である「Ever Progressing System（日々新たに、また日に新たなり）」の略である。

## 沿革
参照：

### 初代法人
- 1991年（平成3年）5月30日[8]- 厳浩（現会長）らが医薬品の臨床試験データの統計・解析向けとなるソフトウェアの開発・販売を目的として、株式会社エプス東京を設立。
- 1991年（平成3年）11月 - 復旦盛栄株式会社に商号変更。
- 1992年（平成4年）11月 - 株式会社イー・ピー・エス東京に商号変更。
- 1993年（平成5年）4月 - 臨床試験の症例登録・割付業務の開始、CRO事業への参入。
- 1993年（平成5年）10月 - 厚生省（当時）主導のもと、薬剤疫学研究関連の大規模な臨床試験サポートシステムを開発。
- 1995年（平成7年）4月 - 大手製薬会社の三共（現：第一三共）のデータセンター業務を受託。
- 1995年（平成7年）9月 - 大阪事務所と名古屋事務所を開設。
- 1996年（平成8年）4月 - データマネジメントの専門部署を設置、データマネジメント・統計解析業務を拡大。
- 1996年（平成8年）10月 - イー・ピー・エス株式会社に商号変更
- 1996年（平成8年）10月 - 製薬会社の大鵬薬品工業のデータセンター業務を受託。
- 1996年（平成8年）10月 - モニタリングの専門部署を立ち上げ、モニタリング業務を開始。
- 1997年（平成9年）12月 - 悠草舎（現：イーピービズ）を子会社化。
- 1999年（平成11年）12月 - SMO事業の子会社として、イーピーリンクを設立。
- 2000年（平成12年）- 製薬企業のMR業務を請け負うCSO事業に参入。
- 2001年（平成13年）4月 - イーピーエス株式会社に商号変更。
- 2001年（平成13年）7月 - ジャスダック市場に株式上場。
- 2002年（平成14年）1月 - 非臨床試験受託業務を行うエルエスジーに出資（のちに連結子会社化）。
- 2002年（平成14年）4月 - 医療機器開発部を設置、臨床開発と薬事業務の受託開始。
- 2003年（平成15年）4月 - 東南アジアへの進出を目的に、Ever Progressing System Pte. Ltd.（EPSシンガポール）を設立。
- 2004年（平成16年）7月6日 - 東証第二部市場に株式上場[9]。
- 2006年（平成18年）3月 - EDCシステムを活用したグローバル臨床試験の受託会社として、イートライアル（現：EPテクノ）を設立[10]。
- 2006年（平成18年）9月 - 東証第一部市場に銘柄指定替え。
- 2008年（平成20年）12月 - 中国事業の統括会社として、益新（中国）有限公司（英: EPS China Co., Ltd.）を設立。
- 2009年（平成21年）10月 - 医療コールセンターの運営受託を手掛けるメディカルライン（現：EPファーマライン）を子会社化[11]。
- 2010年（平成22年）12月 - 台湾でSMO業務を行う全面顧問股份有限公司（英: Total Trial Management Consulting Co., Ltd.）の第三者割当増資を引受け、同社の株式73.3%を取得[12]。
- 2011年（平成23年）4月 - CRO受託体制の強化を目的として、韓国ソウル市にEPS International Korea Limited.を設立。
- 2011年（平成23年）9月 - イーピーミント[注釈 1]（現：EPLink）がジャスダック上場[13][14]。
- 2011年（平成23年）9月 - 中国上海市に現地政府系企業と共同で、益新国際医薬科技有限公司（英: ET Medical Technology (Suzhou) Co., Ltd.）を設立[15]。
- 2011年（平成23年）10月 - 医療・医薬・ヘルスケア分野におけるBPO専門会社として、中国蘇州市に益新健康科技服務（蘇州）有限公司（現：蘇州益新泰格医薬科技有限公司）を設立。
- 2013年（平成25年）1月 - 中国におけるヘルスケアサービスの拡大・強化を目的に、益通（蘇州）医療技術有限公司を連結子会社化[16]。
- 2013年（平成25年）7月 - APAC地域での体制強化を目的に、Gleneagles CRC Pte Ltd（シンガポール）を連結子会社化[17][18]。
- 2013年（平成25年）10月 - グローバルCRO事業を、EPSインターナショナルとして分社化[19]。
- 2014年（平成26年）1月 - 新宿区津久戸町1番8号に本店移転。
- 2014年（平成26年）2月 - 日揮ファーマサービス（後のEPSアソシエイト）を完全子会社化[20][21]。
- 2014年（平成26年）10月1日 - 益新事業の統括機能を、EPS益新として分社化[22][23]。
- 2015年（平成27年）1月1日 - 持株会社体制に移行[24][25][26]。

| ① 初代イーピーエスのCRO事業を、2代目イーピーエスとして分社化。 ③ 株式交換により、イーピーミントを完全子会社化。 |  | ② 初代イーピーエスは、EPSホールディングス株式会社に商号変更。 ④ Global Researchの関連会社を、EPSインターナショナルに移管。 |

- 2015年（平成27年）10月 - 臨床研究の受託体制の拡大を目的として、ジェイクルーズ（現：EPクルーズ）を設立。
- 2016年（平成28年）1月1日 - 同業の綜合臨床ホールディングス（現：EP綜合）を株式交換により完全子会社化[27][28]。
- 2016年（平成28年）9月27日 - 大手医薬品卸売のスズケンと資本業務提携。連結子会社のEPS益新の株式35.0%を、スズケンに譲渡[29][30]。
- 2017年（平成29年）8月 - 中国における臨床データサービスとCRO事業の相互発展を目的に、杭州泰格医薬科技股份有限公司（中国杭州市）との戦略的提携を締結。
- 2018年（平成30年）10月 - 医療IT企業の往来技術（現：EPテクノ）を子会社化[31]。
- 2019年（平成31年）2月 - CRO事業、CSO事業の強化を目的として、ACメディカル（現：イーピーエス）を子会社化[32]。
- 2019年（令和元年）10月 - 連結子会社のEPSアソシエイトが初代EPSインターナショナルを吸収合併のうえ、2代目EPSインターナショナルに商号変更[33]。
- 2020年（令和2年）1月 - 非医薬品関連市場への参入を目的に、TTC（後にEPメディエイトに合併）を子会社化。
- 2021年（令和3年）4月27日 - 香港を中心に、アパレル産業向けにSCM事業を展開する尚捷集團控股有限公司（英: Speed Apparel Holding Limited）の株式75.0%を取得[34][35]。
- 2021年（令和3年）5月 - 香港法人の尚捷集團控股有限公司が、EPS創健科技集團有限公司（英: EPS Creative Health Technology Group Limited）に商号変更。
- 2021年（令和3年）5月27日 - MBOによる株式の非公開化を発表[36]。
- 2021年（令和3年）6月30日 - 独立系システムインテグレーターのCAC Holdingsより、CACクロア（現：EPクロア）の全株式を取得[37]。
- 2021年（令和3年）6月30日 - 連結子会社のEPメディエイトが、医療機器選任製造販売業のマイクレン・ヘルスケアの全株式を取得[38]。
- 2021年（令和3年）7月9日 - 新鷹による株式公開買付け（TOB）が成立[39]。
- 2021年（令和3年）9月17日 - 東証第一部市場より上場廃止。
- 2021年（令和3年）9月22日 - 株式併合により、株主が新鷹とワイ・アンド・ジー[注釈 2]、スズケン[注釈 3]の3社となる[40]。

### 二代目法人
- 2021年（令和3年）5月10日 - EPS HDへのTOBを目的として、新鷹株式会社を設立[1]。
- 2021年（令和3年）7月9日 - 新鷹のEPS HDに対するTOBが成立（前述）。
- 2021年（令和3年）12月1日 - 新鷹とEPS HDが合併、新生・EPSホールディングス株式会社が発足[41]。
- 2022年（令和4年）1月 - 連結子会社のEPファーマラインの株式49.0%を、スズケンに譲渡[42]。
- 2022年（令和4年）1月31日 - 本社機能の一部を、新本社ビル「筑土テラス」に移転[43]。
- 2022年（令和4年）4月1日 - 連結子会社のイーピーエスが、EPクルーズを吸収合併[44]。
- 2022年（令和4年）7月1日 - 連結子会社のイーピーエスが、EPクロアを吸収合併[45]。
- 2022年（令和4年）9月1日 - 連結子会社のイーピーエスが、EPSインターナショナルを吸収合併[46]。
- 2022年（令和4年）10月4日 - グループ再編を実施。

| ① 連結子会社のイーピーエスと、EP綜合（現：EPLink）の共同株式移転により、EPNextSが誕生。 |  | ② 連結子会社のEPメディエイトの全株式を、イーピーエスに移管。 |

- 2022年（令和4年）10月25日 - 連結子会社のEPファーマラインの全株式を、EPNextSに移管。
- 2022年（令和4年）12月1日 - 連結子会社のEPメディエイトがマイクレン・ヘルスケアの株式60.0%を、大手創薬ベンチャーのジーエヌアイグループに譲渡[47]。
- 2023年（令和5年）3月10日 - 治療・福利厚生向けITサービスのロゴスサイエンスと、戦略的パートナーシップを締結[48]。
- 2023年（令和5年）8月31日 - 連結子会社のEPプロキャリア（旧HATARAKUエルダー）が、イーピービズの人材サービス事業を吸収[49]。
- 2024年（令和6年）4月1日 - 連結子会社のEP綜合が、EPLinkに商号変更[50]。
- 2024年（令和6年）8月9日 - 連結子会社のイーピーエスが、EPメディエイトの医療機器開発支援事業を吸収[51]。
- 2024年（令和6年）8月19日 - 連結子会社のEPNextSが、エクサウィザーズと業務提携[52]。
- 2024年（令和6年）10月2日 - 連結子会社のEPS創健医薬発展が、EPSバイオパートナーズに商号変更[53]。
- 2025年（令和7年）2月25日 - 香港法人のEPS創健科技集団が、BioBeaute（バイオボーテ）と資本業務提携[54]。
- 2025年（令和7年）3月18日 - 同年4月1日をめどに、一部グループ会社[注釈 4]の本店所在地を、筑土テラスに移転することを発表[55]。
- 2025年（令和7年）3月31日 - 連結子会社のEPS創健科技集團の創薬事業を、EPS HD直下のインキュベーション事業に再編[56]。

## EPSグループ
株式会社EPNextS（EPS HD 100.0%）- EPSグループの基幹事業（CRO、SMO、CSO）の統括

### CRO事業
：医薬品の有効性・安全性確認の企画・運営、製造販売のための申請業務、製造販売後の調査
イーピーエス株式会社（EPNextS 100.0%）- CRO事業の統括、総合的な展開
| - 株式会社EPメディエイト（EPS 100.0%）- 保健機能食品の開発支援事業 - マイクレン・ヘルスケア株式会社（EPメディエイト 40.0%、ジーエヌアイグループ 60.0%）- 医療機器選任製造販売業務、治験国内管理人 |  | - EP山梨株式会社（EPS 100.0%）- BPO業務 - Ever Progressing System Pte. Ltd.（EPS 100.0%）- 東南アジアのCRO事業、コンサルティング - EPS International Korea Ltd.（EPS 100.0%）- 韓国のCRO事業 |

### SMO事業
：治験の監視・確認、治験の品質・スピード向上支援
株式会社EPLink（EPNextS 100.0%）- SMO事業
- 全面顧問股份有限公司（EPLink 100.0%）- 台湾のSMO事業

### CSO事業
：製薬のMR業務の受託・代行業務、医薬品の効能・効果・副作用情報等の適正使用情報の提供・収集
株式会社EPファーマライン（EPNextS 51.0%、スズケン 49.0%）- 医薬品関連のコールセンター業務など

### 創健事業
：ライセンス取得による自社開発、ベンチャー企業向け一気通貫型CRO事業の展開、日本とアジアをつなぐヘルスケアプラットフォームの展開
EPS創健科技集団有限公司【SEHK 3860】（EPS HD 75.0％）- SCM事業・創健事業の統括
<アパレル事業>
- Speed Apparel (BVI) 有限公司（EPS創健科技 100.0%）- アパレル事業の統括

| - Speed Apparel（香港）有限公司（Speed Apparel BVI 100.0%）- 香港法人 - Spped Apparel（深圳）貿易有限公司（Speed Apparel 100.0%）- 深圳市法人 - Speed Apparel Japan合同会社（Speed Apparel 100.0%）- 日本法人 |  | - Progress Ahead Holdings Ltd（Speed Apparel BVI 100.0%）- 香港法人 - Speed GarmentZ Ltd（Progress Ahead 100.0%）- 香港法人 - Knit World International Ltd（Speed Apparel BVI 100.0%）- 香港法人 |

<創薬支援事業>
- 創健医薬発展有限公司（EPS創健科技 100.0%）- 創薬支援事業の統括
  - 創健医薬発展（上海）有限公司（創健医薬発展 100.0%）- 上海市法人
    - 上海日新医薬発展有限公司（創健医薬発展（上海）100.0%）- 上海市法人
    - 北京格鋭博医薬研発有限公司（創健医薬発展（上海）100.0%）- 北京市法人
    - 蘇州益新泰格医薬科技有限公司（創健医薬発展（上海）100.0%）- 蘇州市法人

<HCP事業>
- 創健商貿有限公司（EPS創健科技 100.0%）- HCP事業の統括

| - EPトレーディング株式会社（創健商貿 100.0%）- 日本法人 - 益坤（上海）商貿有限公司（EPトレーディング 100.0%）- 上海市法人 |  | - R&E Corporation Ltd.（創健商貿 100.0%）- 香港法人 - 大河供応鏈管理（深圳）有限公司（R&E 100.0%）- 深圳市法人 |

### 益新事業
：中国における医薬品・医療機器の製造、日中をつなぐヘルスケア専門商社
EPS益新株式会社（EPS HD 65.0%、スズケン 35.0%）- 益新事業の統括、投資業
- 益新（中国）有限公司（EPS益新 100.0%）- 益新事業の中国本部、投資業

<医薬品事業>
| - 上海華新生物高技術有限公司（EPS中国 100.0%）- 上海市のバイオ医薬品メーカー - 鈴謙（深圳）医薬有限公司（EPS中国 45.0%）- 常州市のジェネリック医薬品メーカー |  | - GNI-EPS (HK) Holdings Ltd.（EPS中国 50.0%、GNIグループ 50.0%）- 持株会社 - 益新四薬（常州）科技有限公司 - 新薬開発 |

<医療機器事業>
| - 益通（蘇州）医療技術有限公司（EPS中国 50.0%、蘇州華益通投資 50.0%）- 蘇州市を中心とした医療機器メーカー |  | - 益通（南通）医療技術有限公司（EPS中国 100.0%） - 南通市を中心に医療機器の輸入、技術移転、R&D、生産など |

<専門サービス・支援事業>
| - 益新国際医薬科技有限公司（EPS中国 80.0%、上海医薬臨床研究中心 20.0%）- 持株会社 - 上海日新医薬発展有限公司（益新国際 100.0%）- CRO事業 - 蘇州益新泰格医薬科技有限公司（益新国際 51.0%、杭州泰格医薬科技 49.0%）- データ処理サービス |  | - 嘉興益新泰格医薬科技有限公司（EPS益新 60.0%、EPS中国 10.0%）- 投資ファンドの運営 - 北京希而欧生物医薬開発有限公司（EPS中国 33.3%）- 専門サービス - 蘇州益普思物業管理有限公司（EPS中国 100.0%）- 不動産事業など |

### インキュベーション事業
：創薬支援事業や、バイオベンチャー・アカデミーと連携した再生医療技術などの研究開発と実用化を目指す創薬事業
<創薬支援事業>
EPSバイオパートナーズ株式会社（EPS HD 100.0%）- バイオベンチャーやグローバルBiotechの支援事業、各パイプラインの開発支援など
<創薬事業>
EPS創薬（香港）有限公司（EPS HD 100.0%）- 創薬事業の統括
| - EPD香港有限公司（EPS IM 51.0%）- 香港法人 - EPD株式会社（EPD H.K. 100.0%）- オフショアリング - FEF創薬株式会社（EPS IM 100.0％）- 共同R&Dなど |  | - EPS創薬株式会社（EPS IM 100.0%）- 創薬事業 - バイオチューブ株式会社（EPS創薬 100.0%）- 再生医療事業 |

### その他関連事業
：EPSグループのシェアードサービスや福利厚生、社外向けの人材サービスなどを展開
| - EPSデジタルシェア株式会社 - グループ向けIT事業、シェアードサービス事業 - 株式会社イーピービス（EPS HD 100.0%）- 農業・6次産業の展開（特例子会社） |  | - EPプロキャリア株式会社（ワールドホールディングス他との共同出資）- 人材サービス事業 - EPS AMERICAS CORP. - EPSホールディングスの米国法人 |

## テレビ番組
- 日経スペシャル ガイアの夜明け 日本で起業する中国人 〜日中共生の途を探る〜（2002年8月18日、テレビ東京）[57]。